# 671

## Decese
- dată necunoscută: Grimoald I al longobarzilor  (n. 610)
- dată necunoscută: Garibald al longobarzilor  (n. 665)
- dată necunoscută: Landar de Friuli  (n. ?)
- dată necunoscută: Wechtar de Friuli  (n. ?)